# Neves Futebol Clube
O Neves Futebol Clube é uma equipa de futebol da freguesia de Vila de Punhe, município de Viana do Castelo, Portugal. O nome do clube advém da padroeira do lugar ser a Nossa Senhora das Neves.

## História
- 1938 : Fundação do clube com o nome Neves Futebol Clube
- 2013 : Festa dos 75 Anos do Clube

## Futebol

### Classificações por época
| Época     | Nível | Divisão                | Classificação                                    | Taça de Portugal | Taça da Liga |
| --------- | ----- | ---------------------- | ------------------------------------------------ | ---------------- | ------------ |
| 2015/2016 | 3     | Campeonato de Portugal | 9º (7º na fase manutenção, 10º na primeira fase) | -                | -            |

Legenda das cores na pirâmide do futebol português
     1º nível (1ª Divisão / 1ª Liga) 
     2º nível (até 1989/90 como 2ª Divisão Nacional, dividido por zonas, em 1990/91 foi criada a 2ª Liga) 
     3º nível (até 1989/90 como 3ª Divisão Nacional, depois de 1989/90 como 2ª Divisão B/Nacional de Seniores/Campeonato de Portugal)
     4º nível (entre 1989/90 e 2012/2013 como 3ª Divisão, entre 1947/48 e 1989/90 e após 2013/14 como 1ª Divisão Distrital) 
     5º nível
     6º nível
     7º nível